# Парвіз Джалаєр
Парвіз Джалаєр (6 жовтня 1939 — 6 липня 2019) — іранський важкоатлет.
Срібний призер Олімпійських Ігор 1968 року в категорії 67,5 кг, учасник 1964 року.
Переможець Азійських ігор 1966 року в категорії 67,5 кг.
Бронзовий призер Чемпіонату світу 1966 року в категорії 67,5 кг.